# Christian Gross
Pour les articles homonymes, voir Gross.
Christian Gross, né le 14 août 1954 à Zurich, est un ancien footballeur international suisse reconverti entraîneur.

## Biographie

### Entraîneur
Il a conquis sept titres de champion suisse en tant qu'entraineur, trois avec le Grasshopper Club Zurich (1995, 1996, 1998) et quatre avec le FCB (2002, 2004, 2005, 2008), ainsi que 5 Coupes de Suisse, 1 avec GCZ (1994) et 4 avec le FCB (2002, 2003, 2007, 2008). Le 6 décembre 2009, il est nommé entraineur du VfB Stuttgart en Bundesliga. En octobre 2010, alors que Stuttgart pointe à la dernière place du classement, il est licencié.

## Palmarès d'entraîneur
- Championnat d'Arabie saoudite en 2016